# Лужники (стадион)
„Лужникѝ“ (пълно име: „Голяма спортна арена на олимпийския комплекс „Лужники“; до 1992 г. – „Голяма спортна арена на Централния стадион „В. И. Ленин“) е стадион в Москва, представляващ централната част от Олимпийския комплекс „Лужники“, разположен недалече от местността Воробьёвы горы в Москва. Това е най-големият стадион в Русия.
Директор на стадиона е Владимир Альошин.
Има капацитет от 81 000 души. През 1998 г. УЕФА включва стадиона в списъка на 5-звездните европейски футболни стадиони. От 2006 г. се използва системата от 4 категории, стадионът е от категория 4 съгласно Категоризация на стадионите на УЕФА. На 22 май 2008 г. получава от УЕФА статут на „елитен стадион“..
На стадиона домакинските си футболни мачове играят „Спартак“ (Москва), ЦСКА (Москва) и националният отбор на Русия. През годините стадионът се е ползвал от „Торпедо“ (Москва). Тук са се играли мачовете от Купата на ПФЛ, за излъчване на шампиона на Втора руска дивизия, преди турнирът да бъде преустановен в края на 2010.

## История
Решението да се построи стадионът е взето през декември 1954 г. Строежът започва през януари 1955 г. Открит е на 31 юли 1956 г. До 1956 г. носи името на Ленин. През юни 1992 г. е преименуван на Олимпийски комплекс „Лужники“.
Първият мач, игран на стадиона, е между отборите на СССР и Китай, завършил 1:0 в полза на домакините. През 1971 г. на „Лужники“ се играе прощалният мач на Лев Яшин.
На Лужники се провеждат Летните олимпийски игри през 1980 г. По онова време капацитетът му е 103 000 зрители. През 1982 г. трибуна убива 66 души.
През 1998 г. стадионът е включен в списъка на УЕФА за стадиони от категория 5 звезди. Същата година на него се провеждат първите световни младежки игри. През 1999 г. е домакин на финала за Купата на УЕФА между „Парма“ и „Олимпик“ (Марсилия), спечелен от италианците.
В периодите 2001 – 2004 и 2007 – 2008 стадионът е реконструиран и обновен. На 21 май 2008 Лужники е домакин на финала на Шампионската лига между „Челси“ и „Манчестър Юнайтед“.
През април 2013 е одобрен проект за реконструкция на Лужники. като след завършването ѝ капацитетът на стадиона ще стане 89 000 зрители. През август 2013 г. е домакин на световното първенство по лека атлетика и на световното първенство по ръгби.
Към 2017 г. реконструкцията на стадиона е почти готова – върнато е естественото тревно покритие, трибуните са доближени до терена, а капацитетът ще бъде 81 000 зрители.
На стадиона се играят 7 мача от Световното първенство по футбол 2018, включително финалният мач.

## Домакинства
- Универсиада – 1973
- Летни олимпийски игри – 1980
- Световни младежки игри – 1998
- Финал за Купата на УЕФА – 1999
- Финал за Шампионската лига – 2008
- Световно първенство по лека атлетика – 2013
- Световно първенство по футбол 2018

## Технически данни
- Година на построяване: 1956
- Капацитет: 78 360
- Осветление: 1400 lx
- Табло: електронно видеотабло, 17 × 10 m

## Концерти
На „Лужники“ концерти са изнасяли Майкъл Джексън, Мадона, Ролинг Стоунс и други. През 1990 г. на стадиона се провежда Музикален фестивал на мира пред 260 000 зрители с участието на рок изпълнители като Бон Джоуви, Скорпиънс, Мотли Крю, Скид Роу, Синдарела, Ози Озбърн и Горки Парк.

## Галерия
- Лужники през 1980 г.
- Церемония по откриване на олимпиадата
- Церемония по закриване на олимпиадата
- Спортистите на ГДР на Олимпиадата през 1980 г.
- Музикален фестивал на стадиона, 1989 г.
- Стадионът по време на мач на Спартак
- Феновете на Русия издигат плакат по време на Русия-Англия (2007 г.)
- Юрий Жирков по време на ЦСКА М-Спартак.
- Холеографията по време на финала на ШЛ, 2008 г.
- Лужники по време на мача Русия-Германия
- ЦСКА Москва срещу ПАОК сезон 2011.
- Пръскачките на стадиона.
- Тренировъчен терен до олимпийския комплекс.
- Стадионът отвън
- Лужники през март 2013 г.
- Световното първенство по лека атлетика 2013 г.
- Стадионът приема финала на Световното първенство по футбол, 15 юли 2018 г.